# Kanton Le Montet
Kanton Le Montet (fr. Canton du Montet) je francouzský kanton v departementu Allier v regionu Auvergne. Tvoří ho 11 obcí.

## Obce kantonu
- Châtel-de-Neuvre
- Châtillon
- Cressanges
- Deux-Chaises
- Meillard
- Le Montet
- Rocles
- Saint-Sornin
- Le Theil
- Treban
- Tronget